# 奥文鳴
奥 文鳴（おく ぶんめい、1773年（安永2年） - 1813年11月15日（文化10年10月23日））は、日本の江戸時代後期に活動した絵師。京都出身。円山応挙の弟子で、応門十哲の一人。

## 略伝
賀川玄悦の弟子で、賀川流産科医・奥道栄の嫡男として生まれる。名は貞章、字は伯熙、通称を順蔵、別号を陸沈斎。次弟は、父の跡を継ぎ産科医として名を成した奥劣斎。早世した兄弟が、他に3人いたようだ。文鳴が医師とならなかったのは幼少より絵が好きだったからとも、父道栄が絵を好んで応挙と交流があったからとも推測される。応挙の手紙は現在20通あまり確認されているが、その内の5点が道栄宛で（他2点も道栄宛の可能性あり）、文鳴の弟子入りも両者の親密な関係によるものと考えられる。
1790年（寛政2年）の内裏造営に伴う障壁画制作に、18歳で参加。与えられた仕事は、後常御殿の杉戸に「戴安道」と「帰去来之辞」、御涼所取合間に「竹」、小壁「雀」という小さな仕事（全て現存せず）だが、年齢を考えれば異例の抜擢といえる。1795年（寛政7年）23歳で大乗寺障壁画制作に参加、「藤花禽鳥図」を描く。これは現在確認できる制作年が判明する最も早い作品で、生涯最大の作品である。若年でこれらの仕事が任されたのは、父道栄の存在が大きかったとも想定される。
版本の挿絵もしばしば描き、1797年（寛政9年）に出版された『東海道名所図会』に1図、1799年（寛政11年）『都林泉名勝図会』では23図、翌年の『源平盛衰記図会』では西村中和と分け合うように30図を担当する。1801年（享和元年）に応挙の伝記である『仙斎円山先生伝』を著し、これは今日最も信用できる応挙伝である。
書画会などの文人同士の集まりに盛んに参加するなか、41歳で没する。菩提寺は上京区智恵光院通下立売上ルの昌福寺。息子の文煥（玄道）は叔父の劣斎に引き取られて医師となり、賀川正系（阿波賀川家）の8代として養子に入った。弟子に、信州出身で『在京記事』（国立国会図書館蔵）を記した平賀鶏岳や、岩崎（渡辺）文陽など。

## 代表作
| 作品名                 | 技法     | 形状・員数 | 寸法（縦x横cm） | 所有者                       | 年代                | 落款・印章                                         | 備考                                       |
| ---------------------- | -------- | ---------- | --------------- | ---------------------------- | ------------------- | -------------------------------------------------- | ------------------------------------------ |
| 子猷訪戴・帰去来図屏風 | 紙本著色 | 2曲1双     |                 | 大乗寺                       |                     | 左右とも「源正勤」落款 「奥正勤」白文 「子可」白文 | 伝文鳴。生硬さから文鳴の若い時期の作品か。 |
| 曳牛図絵馬             |          | 1面        |                 | 北野天満宮                   | 1802年（享和2年）   |                                                    |                                            |
| 桐・鳴子百合図         | 紙本著色 | 1面        |                 | 智源寺（宮津市）             | 1811年（文化8年）頃 | 款記「文鳴」/「文鳴」？白文方印・印文不明朱文方印  | 本堂天井画20面のうちの1つ。                |
| 西王母・紅白桃図       | 絹本著色 | 3幅対      |                 | 永青文庫                     |                     |                                                    |                                            |
| 六玉川図               | 絹本著色 | 1幅        |                 | 京都府（京都文化博物館管理） |                     |                                                    |                                            |
| 撫子図小襖             | 紙本著色 | 襖1面      |                 | 天寧寺                       |                     |                                                    |                                            |
| 花鳥図（錦鶏鳥）       | 絹本著色 | 1幅        |                 | 逸翁美術館                   |                     | 「文鳴」落款/「文」「鳴」朱文連印                  |                                            |
| 寒塘水禽図             | 絹本著色 | 1幅        | 113.5x65.3      | 敦賀市立博物館               |                     | 款記「文鳴」/「文鳴」白文割印                      |                                            |